# 岐阜県立高山高等学校
岐阜県立高山高等学校（ぎふけんりつ たかやまこうとうがっこう）は、岐阜県高山市にあった高等学校。2005年（平成17年）に岐阜県立斐太農林高等学校と合併し、岐阜県立飛騨高山高等学校となる。旧岐阜県立高山高等学校の校舎・校地は飛騨高山高等学校の岡本校舎（岡本キャンパス）として用いられている。
本校の前身となる大正・昭和戦前期の高山高等女学校についても言及する。

## 沿革
本校の源流となる学校としては、大正期に設立された高等女学校（高山町立実科高等女学校→高山高等女学校）が挙げられる。第二次世界大戦後の学制改革の中で、新制高等学校「高山女子高等学校」となるが、まもなく小学区制（高校三原則も参照）に基づく学校再編が行われ、斐太農林高等学校（旧：斐太実業学校）と合併して「高山高等学校」となった。
1957年（昭和32年）に高山地区の高等学校の再配置が行われ、職業科を中心とする斐太実業高等学校が分立し、高山高等学校は普通科を中心とする高校になった。なお、この時の再配置では、斐太高等学校から一部学科が両校に移されている。斐太実業高等学校はその後斐太農林高等学校と高山工業高等学校に分立する。戦前の学校を基点とすれば、高山高等女学校が高山高等学校に、斐太農林学校が斐太農林高等学校に継承されたとも言える。
2005年（平成17年）、高山高等学校と斐太農林高等学校が合併し、岐阜県立飛騨高山高等学校となった。

### 年表
高山町立実科高等女学校→高山高等女学校→高山女子高等学校
- 1917年（大正6年）5月10日 - 高山町立実科高等女学校として開校。校地は名田町[2]。
- 1920年（大正9年）4月13日 - 高山高等女学校と改称[2]。
- 1926年（大正15年）7月18日 - 新校舎（花里校舎）が竣工し移転[2]。
- 1927年（昭和2年）4月1日 - 県立移管[2]。
- 1948年（昭和23年）
  - 4月1日 - 岐阜県高山女子高等学校となる[2]。
  - 6月21日 - 定時制課程が設置される[2]
    - 高山女子高等学校は、本校、上枝分校（高山市下林町[注釈 2]）、高山分校（高山市花里町）、朝日分校（大野郡朝日村）からなる。

  - 8月18日 - 小学区制に基づき、岐阜県高山女子高等学校と岐阜県斐太農林高等学校を統合する指令が出される[2]。

高山高等学校（小学区制）
- 1948年（昭和23年）
  - 9月1日 - 岐阜県高山高等学校開設[2]。
    - 通常課程（普通科・農業科・林業科・畜産科）・定時制課程（農業科・被服科）を並置し、上枝分校に定時制課程（農業科・被服科）を設置[2]。

  - 9月28日 - 岐阜県立高山高等学校に名称変更[2]。
- 1949年（昭和24年）
  - 4月1日 - 学区制実施[2]
  - 4月1日 - 高山分校設置認可、定時制課程（被服科）を設置[2]。
  - 4月1日 - 朝日分校設置認可、定時制課程（農業科・被服科）を設置[2]。
- 1951年（昭和26年）4月1日 - 高山分校廃止[2]。本校に定時制課程（被服科別科）を設置[2]。
- 1953年（昭和28年）4月1日 - 上枝分校・朝日分校の農業科・被服科を普通科に転換[2]。
- 1956年（昭和31年）
  - 4月1日 - 本校普通科の通学区が一部変更（岐阜県立吉城高等学校が全日制に移行したことに伴う措置）[2]。
  - 7月29日 - 高山高等学校と斐太高等学校が同時に放火の被害に遭う[3]。

高校再配置（1957年）以後
- 1957年（昭和32年）4月1日 - 高山地区高等学校再配置、岐阜県立高山高等学校再発足[2]。
  - 農業科・林業科・畜産科は、新設の岐阜県立斐太実業高等学校へ分離。朝日分校・上枝分校（移管時に「高山分校」と改称）を移管。
  - 斐太高等学校の夜間部普通科・商業科を移管[2]
  - 本校に、通常課程（普通科・商業科・家庭科）・定時制課程（普通科・商業科・被服科・被服別科）を設置[2]。被服科・被服別科の募集を停止[1]。
- 1960年（昭和35年）4月1日 - 通常課程の普通科を「普通科（女子）」に変更[2]。
- 1963年（昭和38年）4月1日 - 家庭科を家政科に変更[2]。
- 1966年（昭和41年）4月1日 - 全日制課程に衛生看護科を新設[2]。
- 1970年（昭和45年）4月1日 - 商業科を経営科・事務科に改編（小学科制）[2]。
- 1976年（昭和51年）4月1日 - 定時制商業科の募集を停止[2]。
- 1984年（昭和59年）4月1日 - 校訓「向学、友愛、礼儀」を制定[2]。
- 1994年（平成6年）4月1日 - 事務科を情報処理科と情報ビジネス科に改編[2]。
- 2002年（平成14年）4月1日 - 衛生看護科の募集を停止し、健康福祉科を設置[2]。
- 2005年（平成17年）
  - 3月31日 - 岐阜県立高山高等学校閉校[2]。
  - 4月1日 - 岐阜県立飛騨高山高等学校開設[2]。
    - 岐阜県立高山高等学校（全日制・定時制）、岐阜県立斐太農林高等学校（全日制）を統合し、岐阜県立斐太高等学校（通信制）を移管[2]。旧高山高等学校の学科のうち、経営科・情報ビジネス科の募集を停止（ビジネス科を設置）、家政科を生活文化科に改編[2]。

## 備考
- NHKの連続テレビ小説「さくら」（2002年放送）のロケ地となり、舞台「あけぼの中学校」として使用された。

## 著名な出身者
- 江夏美好 - 小説家。旧制高山高等女学校中退。
- 上仲鈴子 - 飛行士。旧制高山高等女学校卒業。
- 白川英樹 - 筑波大学名誉教授（ノーベル化学賞受賞者）。第7回卒業生[2]。
- 成原茂 - 岐阜県大野郡白川村長